# Spicospina flammocaerulea
Spicospina flammocaerulea ist eine im Südwesten des Bundesstaates Western Australia vorkommende Art aus der Familie der Australischen Südfrösche (Myobatrachidae). Die Art wurde erstmals im Jahr 1994 entdeckt und von australischen Froschexperten Sunset Frog (deutsch: Sonnenuntergangsfrosch) genannt. Beschrieben und wissenschaftlich benannt wurde sie erst im Jahr 1997. Der bodenbewohnende Frosch ist die einzige Art in der monotypischen Gattung Spicospina.

## Beschreibung
Spicospina flammocaerulea ist eine kleine Froschart, bei der die männlichen Tiere im ausgewachsenen Zustand eine Kopf-Rumpf-Länge von nur 31 mm bis 36 mm erreichen. Bei den Weibchen hat man bisher Maße von 29,5 mm bis 34,8 mm gemessen. Das Aussehen und die Färbung unterscheiden sich stark von allen anderen australischen Südfrosch-Arten. Die Rückenfärbung variiert von dunkelviolett bis schwarz oder sehr dunkel grau. Die Tiere haben orangefarbene Markierungen unterhalb der Drüsenöffnungen an der Seite rund um den Körper sowie an den Händen und Füßen. Die Kehle und die Brustunterseite sind ebenfalls orange gefärbt. Die Bauchseite ist glatt und weist zahlreiche hellblaue, von dunkler Grundfarbe umrandete Flecken auf. Der Übergang vom Schwarz der Rückenfärbung in das leuchtende Orange der Kehle hat zu dem Trivialnamen Sonnenuntergangsfrosch geführt.
Die Rückenseite ist mit vielen körnigen, angehobenen Drüsen besetzt. Hinter den Augen befinden sich zwei große Drüsen, die Parotiden. Diese Drüsen sind bis zu dreimal so lang wie die Augen. Die Finger und Zehen sind lang, schmal und frei von Schwimmhäuten oder Hautlappen.

## Verbreitung

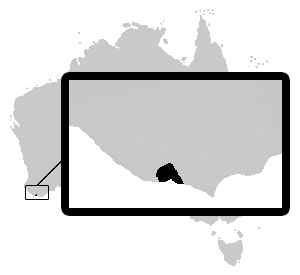
Verbreitungsgebiet

Die Art ist bisher nur aus einem etwa 300 Quadratkilometer großen Gebiet im Osten und Nordosten der Stadt Walpole an der Südküste von Western Australia bekannt. Dort wurden in den Jahren 1997 bis 2000 27 kleine, zerstreut liegende Populationen entdeckt. Bis 2009 wurden 29 Populationen bekannt. Der von den Fröschen besiedelte Lebensraum ist insgesamt nur 1,35 Quadratkilometer groß.
Einige dieser Populationen leben im Mount-Frankland-North-Nationalpark und in Teilen des angrenzenden Mount-Lindesay-Nationalparks sowie des Mount-Roe-Nationalparks, andere auf Privatgrund. Letztere sind durch Straßen- und Dammbauten sowie Beweidung teilweise stark gefährdet.

## Ökologie und Verhalten
Spicospina wurde bisher nur in einigen dauerhaft feuchten Torfsümpfen, in Gebieten mit einem hohen Niederschlag beobachtet. Die Sümpfe sind Relikte eines ehemals subtropisch-feuchten Klimagebiets, das heute saisonal stellenweise völlig austrocknet. Durch die Sümpfe, die durch Sickerwasser gespeist werden, sind die Tiere auch in der Trockenzeit vor der Sonne geschützt. Sie verlieren über die Haut, wie die meisten Froscharten, Wasser und würden deshalb austrocknen wenn sie nicht stets feucht bleiben. Die Männchen locken im australischen Sommer zwischen Oktober und Dezember durch Rufe aus flachen Gewässern die Weibchen an. Ihr Quaken klingt wie ein schnell aufeinanderfolgendes „daduk-daduk“. Bei der Begattung legen die Weibchen weniger als 200 Eier auf Algenmatten knapp unter der Wasseroberfläche. Die Männchen befruchten dann die Eier.

## Gefährdung
Wegen ihres extrem kleinen und zerstreuten Verbreitungsgebietes und ihrer Spezialisierung wird diese Froschart von der IUCN als „verletzlich“ (vulnerable) eingestuft. Gefährdet werden die Populationen durch Buschfeuer, die auch vor den Torfmoosen nicht Halt machen. Studien haben jedoch zu der Vermutung Anlass gegeben, dass sich die Bestände der Sonnenuntergangsfrösche nach einiger Zeit wieder erholen und die Feuer zu einer erhöhten Brutaktivität führen können. Weitere Untersuchungen über den Einfluss der Feuer auf die Vegetation und somit auf das Klima der Feuchtgebiete in dieser Region stehen jedoch noch aus.
Eine weitere Bedrohung geht von dem zu den Eipilzen gehörenden Protisten Phytophthora cinnamomi aus, durch den es zu einem Pflanzensterben innerhalb der Moorvegetation kommen kann. Das Austrocknen der Pflanzen führt zu einer Beeinträchtigung des Wasserhaushalts der Feuchtgebiete.
Verwilderte Hausschweine graben gerne in der feuchten Erde der Biotope, in denen die Frösche leben. Eine direkte Gefährdung konnte durch diese Aktivitäten jedoch nicht nachgewiesen werden, die Schädigung der Brutplätze kann durch Wildtiermanagement und Umzäunungen hintan gehalten werden.
In der Roten Liste von 2013 nach dem Australian Environment Protection and Biodiversity Conservation Act wird die Art als „gefährdet“ (endangered) klassifiziert.

## Erhaltungsbemühungen
Am 19. Dezember 2011 hat der Perth Zoo veröffentlicht, dass 31 Nachzuchten der bedrohten Frösche und 251 Kaulquappen in einem Sumpf auf einem Privatgrundstück nahe der Stadt Walpole ausgesetzt wurden und sich dort eingelebt haben. Man hat die Tiere dort in Zusammenarbeit mit dem Eigentümer des Gewässers ausgesetzt, um das Verbreitungsgebiet dieser Art zu erweitern. Das Zuchtprogramm wurde wegen des relativ stabilen Bestands des Sonnenuntergangsfroschs nach diesem Erfolg eingestellt.